# 梁鼎賢
梁鼎贤（1588年1月23日—17世紀），字台實、有實，河南歸德府夏邑縣人，明朝政治人物。

## 生平
梁鼎賢早年出身國子生，以《易經》中萬曆三十四年（1606年）河南鄉試第六十四名舉人，三十八年（1610年）會試中式第二百九十七名，成二甲進士，獲授南京戶部主事，升郎中，捐俸修长桥，土人勒碑曰「梁公桥」。升西安府知府，以卓异第一，即擢为陕西督学。天启元年（1621年）降湖广右参议，升右参政，分守上南道，三年调湖北道，历任陕西参政、按察使、左布政，卒于官。

## 家族
曾祖梁暉，祖父主簿梁應奎，父親梁夢鶴，母親蔣氏。